# Щуцька Ніна Сафонівна
Ніна Сафонівна Щуцька (нар. 27 березня 1940, місто Сміла, тепер Черкаської області) — українська радянська діячка, пресувальниця Барського машинобудівного заводу Вінницької області. Депутат Верховної Ради УРСР 8—10-го скликань.

## Біографія
Освіта середня спеціальна.
З 1957 року — учениця токаря, токар.
З 1971 року — пресувальниця Барського машинобудівного заводу Вінницької області.
Потім — на пенсії в місті Бар Вінницької області.

## Нагороди
- ордени
- медалі